# Marvin Willoughby
Marvin Babatunde Bankole Adebowale Willoughby (* 31. Januar 1978 in Hamburg) ist ein ehemaliger deutscher Basketballspieler. Er absolvierte während seiner Spielerkarriere 35 A-Länderspiele und ist derzeit sportlicher Leiter und Geschäftsführer der Hamburg Towers.

## Spielerkarriere
Willoughby wuchs im Hamburger Stadtteil Wilhelmsburg auf. Er ist der Sohn einer deutschen Mutter, die als Buchhalterin tätig war, und eines nigerianischen Vaters, der als Student nach Hamburg gekommen war, aber wegzog, als Willoughby fünf Jahre alt war. Eigener Aussage nach habe er den „normalen, durchschnittlichen Werdegang eines Menschen aus einem Brennpunkt“ gehabt. Er trieb Fußball, Schach und Kampfsport. Basketball spielte er ab 1991 zunächst an der Gesamtschule Wilhelmsburg. Der damalige Hamburger Verbandstrainer Peter Lazar sah ihn im Rahmen des Schulwettbewerbs „Jugend trainiert für Olympia“ und empfahl ihm, sich einem Verein anzuschließen. Gisela Müller, Trainerin der TS Harburg, lud Willoughby – zu dem Zeitpunkt 13 Jahre alt – zum Training ein, was dieser annahm. Er machte in der Sportart schnell Fortschritte, wurde Mitglied der Auswahl des Hamburger Basketball-Verbands, auch bundesweit wurden Talentsichter rasch auf ihn aufmerksam. In der Hamburger Auswahl spielte er gemeinsam mit Dennis Lisk.
1993 wechselte Willoughby im Alter von 15 Jahren in die Jugend des SC Rist Wedel. Für die zweite Herrenmannschaft des Vereins spielte er ab der Saison 1993/94 auch in der 2. Regionalliga. Mit 16 Jahren unterschrieb er einen Profivertrag bei Steiner Bayreuth. Bayreuth vermittelte ihm einen Aufenthalt an einer High-School in Orange Park im US-Bundesstaat Florida, den er 1994 antrat. Der Vertrag mit dem Bundesligisten sah vor, dass Willoughby nach seiner Rückkehr aus den Vereinigten Staaten für Bayreuth spielt, er lief aber letztlich nie für die Franken auf. Er verbrachte in Richmond (Bundesstaat Virginia) ein zweites Jahr in den USA. Willoughby spielte während seines Amerika-Aufenthalts neben Basketball auch American Football, Leichtathletik und Fußball. Das Angebot, an der Florida State University zu studieren und für die Footballmannschaft der Hochschule zu spielen, nahm er nicht an, da er seiner Mutter versprochen hatte, das Abitur zu machen. Er kehrte 1996 nach Deutschland und zum SC Rist Wedel zurück und spielte für den Verein in der 2. Basketball-Bundesliga Gruppe Nord.
1998 wechselte Willoughby zur DJK Würzburg in die erste Basketball-Bundesliga. In Külsheim leistete er seinen Grundwehrdienst ab. Dass er es in den Profisport schaffte, schrieb er selbst insbesondere seinem Ehrgeiz und weniger seinem Talent zu. In Würzburg spielte er zusammen mit Dirk Nowitzki und wurde von Holger Geschwindner gefördert. Geschwindner habe großen Einfluss auf ihn gehabt und sei „eine ganz wichtige Person in meinem Leben“, so Willoughby später. Mit Nowitzki, Demond Greene und Robert Garrett gehörte er zu den „jungen Wilden“ der Würzburger Mannschaft, die als Bundesliga-Aufsteiger in der Saison 1998/99 den Einzug in die Meisterrunde schaffte. Nowitzki und dessen Eltern ist er seit der gemeinsamen Würzburger Zeit freundschaftlich verbunden. Während er in Würzburg unter Vertrag stand, studierte Willoughby zeitweise Rechtswissenschaft, gab das Studium aber wieder auf. Neben seinen Bundesliga-Einsätzen in Würzburg spielte er zeitweise zusätzlich mit Doppellizenz beim Zweitligisten SpVgg Rattelsdorf. Seine Spielweise wurde im Sonderheft der Basketball-Bundesliga zur Saison 2000/01 mit folgenden Worten beschrieben: „Kraftvoll und athletisch auf dem Weg zum Korb, dabei manchmal allerdings etwas zu ungestüm.“ Er erzielte in seiner ersten Bundesliga-Saison 98/99 9,9 Punkte pro Begegnung, den besten Punkteschnitt seiner Würzburger Zeit erreichte er 2001/02 (12,2 Punkte/Spiel). Gordon Herbert, ab 2000 sein Trainer ihn Würzburg, traute Willoughby dank dessen körperlichen Voraussetzungen und seiner Einstellung zu, ein europäischer Spitzenspieler zu werden.
2002 wechselte Willoughby zu RheinEnergie Köln und blieb dort zwei Jahre. In seinem ersten Kölner Jahr lagen seiner Werte recht deutlich unter jenen seiner Vorsaison in Würzburg (5,7 Punkte/Spiel). 2003/04 steigerte er sich auf 9,1 Punkte je Begegnung. Im Sommer 2004 lag ihm ein Angebot von Bayer Leverkusen vor, Willoughy ging aber ins Ausland: In der Saison 2004/2005 war der 2,02-m-große Flügelspieler zunächst zwei Monate für den italienischen Verein Viola in Reggio Calabria (9 Ligaeinsätze: 6,5 Punkte, 4,1 Rebounds/Spiel), dann einen Monat für Élan Béarnais im französischen Pau (3 Ligaspiele: 0,7 Punkte, 1,3 Rebounds/Spiel) und ab Januar 2005 wiederum bei RheinEnergie Köln aktiv. Nach einer Knöchelverletzung und insgesamt drei Operationen beendete er seine Profikarriere. Willoughby nannte das später „die schwierigste Zeit in meinem Leben“.
Im Amateurbereich verstärkte er die Mannschaft des Eimsbütteler TV, in der Saison 2008/2009 spielte Willoughby erneut für den SC Rist Wedel in der 1. Regionalliga Nord, der vierten Liga, und gewann mit dem Verein den Meistertitel. Für die Saison 2009/2010 qualifizierte sich der Verein somit für die ProB. Nach dieser Spielzeit 09/10, in der Willoughby noch sechs Spiele für den SC Rist in der ProB absolvierte, verließ er die Wedeler. Nachfolgend spielte er zeitweise wieder in der Hamburger Oberliga für den Eimsbütteler TV. Zur Saison 2017/18 beging er in der Männermannschaft des Hamburg Towers e. V., der als Breitensportverein denselben Namen erhielt wie die Profimannschaft, in der Kreisliga seine Rückkehr als Spieler.
 

Auf seine Laufbahn als Berufsbasketballspieler rückblickend äußerte Willoughby im Jahr 2019: 
„Ich habe die Welt gesehen durch Basketball, ich habe eine Menge Selbstbewusstsein bekommen durch Basketball, ich habe sogar Geld verdient mit Basketball und meine Persönlichkeit aufgebaut - ein großer Teil, der dazu beigetragen hat, war, dass mich diese Sportart durch die Welt gebracht hat.“

### Nationalmannschaft
1996 nahm er mit der deutschen Juniorennationalmannschaft an der Europameisterschaft in Frankreich teil und erzielte im Turnierverlauf 5,7 Punkte sowie 2,9 Rebounds je Einsatz. Bei der 1998 in Italien ausgetragenen U22-EM war Willoughby mit einem Durchschnitt von 10,9 Punkten pro Spiel hinter Nowitzki und Marko Pesic drittbester Korbschütze der deutschen Mannschaft. 2001 gab Willoughby sein Länderspieldebüt in der deutschen Herrennationalmannschaft. Er nahm an der Basketball-Europameisterschaft 2001 in der Türkei teil und erreichte das Halbfinale. Insgesamt absolvierte Willoughby bis 2003 35 A-Länderspiele für Deutschland. Mit der deutschen Studenten-Nationalmannschaft war er Teilnehmer bei der Universiade 2001 in Peking.

## Karriere als Trainer und Funktionär
Willoughby trat zeitweilig als Co-Kommentator für den Kölner Fernsehsender center.tv auf. Er erlangte einen Hochschulabschluss im Fach Betriebswirtschaftslehre und entwickelte gleichzeitig mit Mitstreitern wie Jan Fischer das Vorhaben, mithilfe von Sport und Basketball etwas aufzubauen, „was nicht nur für uns, sondern auch für andere gut ist“, wie er später sagte. Auf diesem Gedanken aufbauend war er an der Veranstaltung von Basketball-Ferientrainingslagern für Jugendliche im Großraum Hamburg beteiligt. Die Anfänge gelten als die Grundlage der Jahre später entstandenen Hamburg Towers.
Willoughby gehörte 2006 zu den Gründern des Hamburger Vereins „Sport ohne Grenzen e. V.“ (SOG), der unter anderem Sportsozialarbeit in Schulkooperationen und ebenfalls Basketball-Camps anbot. Ab 2014 gehörte „SOG“ zur InselAkademie im Hamburger Stadtteil Wilhelmsburg. Dabei habe man laut Willoughby „den Sozialansatz von Anfang an gehabt, aber gleich kombiniert mit einem Basketballleistungsansatz“. In Holger Geschwindners Buch „Nowitzki. Die Geschichte“, in dem auch Willoughby ein Abschnitt gewidmet ist, wird beschrieben, dass er in seine Tätigkeit als Jugendförderer unter anderem Geschwindners Leitspruch einfließen ließ: „Du kannst hier machen, was Du willst. Und bekommst die Chance, auch Fehler zu machen. Das ist mein Angebot.“ Im Juni 2007 erwarb Willoughby die B-Trainer-Lizenz und wurde im selben Jahr zum Co-Trainer der deutschen U16-Nationalmannschaft ernannt. Ab April 2008 betätigte er sich gemeinsam mit seinen früheren Mitspielern Darko Krezic und Zoran Krezic in der Jugendarbeit des Eimsbütteler TV.
Mit Mitstreitern gründete er unter dem Dach des Vereins „Sport ohne Grenzen e. V.“ zudem die Piraten Hamburg und schickte ab der Saison 2009/10 eine Mannschaft in der U16-Bundesliga JBBL ins Rennen. 2011 kam eine NBBL-Mannschaft hinzu. Willoughby war zunächst Trainer der JBBL-Auswahl und später der NBBL-Mannschaft. Die Piraten arbeiteten mit mehreren Vereinen des Hamburger Basketball-Verbandes zusammen und brachten die Talente verschiedener Klubs unter einem Dach zusammen.
Neben seiner Tätigkeit bei „Sport ohne Grenzen“ und bei den Piraten Hamburg arbeitete Willoughby daran, eine Männermannschaft auf die Beine zu stellen, die langfristig in der ersten Liga spielen sollte. Zur Saison 2014/15 gingen erstmals die Hamburg Towers in der 2. Bundesliga ProA an den Start, Willoughby wurde sportlicher Leiter der Towers. Später übernahm er zusätzlich den Geschäftsführerposten. Ende April 2019 gelang den Towers durch einen Sieg im fünften und letzten Halbfinalspiel in Chemnitz der sportliche Aufstieg in die Basketball-Bundesliga. Kurz zuvor hatte Willoughby das Ziel bekräftigt, sich mit der Mannschaft in der höchsten deutschen Spielklasse „perspektivisch etablieren“ zu wollen. In den folgenden Endspiel gegen Nürnberg sicherten sich die Towers den Meistertitel. Mit Bezugnahme auf seine Ziele mit dem Wirtschaftsunternehmen Hamburg Towers äußerte er im Jahr 2019: „Das ist ein Riesenwirtschaftsding. Wir wollen Kohle verdienen. Ich will richtig Kohle verdienen. Ich brauche die Kohle jetzt nur nicht unbedingt für mich selber (...), sondern ich würde sie gerne nutzen, um etwas aufzubauen, wovon Menschen langfristig profitieren können, auch wenn ich selber nicht mehr in der Position bin.“

## Erfolge und Auszeichnungen
Mit Köln gewann er zweimal (2004, 2005) den DBB-Pokal.
Im November 2015 wurde Willoughby für sein soziales Engagement von Bundesarbeitsministerin Andrea Nahles mit dem Verdienstorden der Bundesrepublik Deutschland ausgezeichnet. Bei der Hamburger Sportgala im Dezember 2017 erhielt er den Ehrenpreis. Im April 2025 wurde Willoughby als Ehren-Schleusenwärter ausgezeichnet.